# George Holding
George Holding, né le 17 avril 1968 à Raleigh (Caroline du Nord), est un homme politique américain, membre du Parti républicain et élu de la Caroline du Nord à la Chambre des représentants des États-Unis de 2013 à 2021.

## Biographie

### Carrière professionnelle
George Holding est originaire de Raleigh, capitale de Caroline du Nord. Après un doctorat en droit obtenu en 1996 à l'université de Wake Forest, il devient avocat. De 1998 à 2002, il travaille pour le sénateur républicain Jesse Helms.
En 2006, il nommé procureur des États-Unis pour le district de l'est de la Caroline du Nord ; il était procureur assistant du district depuis 2002. Il est notamment connu pour avoir mis en examen John Edwards, accusé d'avoir violé les règles de financement des campagnes électorales. Certains, en particulier au sein du Parti démocrate, l'accusent alors de vouloir ainsi faire avancer sa propre carrière politique.
George Holding est millionnaire, sa famille détenant la First Citizens Bank.

### Carrière politique
En 2012, il se présente à la Chambre des représentants des États-Unis dans le 13e district de Caroline du Nord, favorable aux républicains. Il remporte la primaire républicaine avec 44 % des voix, devant le commissaire du comté de Wake Paul Coble (34 %) et le vétéran Bill Randall (22 %). En novembre, il est élu représentant avec 56,8 % des voix face au démocrate Charles Malone. Il est réélu avec 57,3 % des suffrages en 2014.
Les circonscriptions de Caroline du Nord sont déclarées inconstitutionnelles et sont redessinées avant les élections de 2016. Holding se présente dans le nouveau 2e district, où se représente la républicaine Renee Ellmers. La majorité du nouveau district correspond cependant à l'ancienne circonscription de Holding. Celui-ci arrive largement en tête de la primaire républicaine avec 52 % des voix, battant ainsi Ellmers (24 %) et Greg Brannon du Tea Party (24 %),. Le 8 novembre, il est réélu avec 56,73 % des suffrages face au démocrate John McNeil.
En 2018, George Holding se retrouve dans une élection relativement serrée face à la démocrate Linda Coleman, les démocrates visant les circonscriptions de banlieue comme la sienne. Il est finalement réélu avec un peu plus de 51 % des voix (contre 46 % pour Coleman). L'année suivante, les districts de Caroline du Nord sont à nouveau redécoupées après avoir été invalidés par la justice. Holding se retrouve dans une circonscription ayant largement voté en faveur d'Hillary Clinton en 2016. En décembre 2019, il annonce qu'il n'est pas candidat à sa réélection en 2020. Il déclare cependant ne pas exclure une candidature aux élections sénatoriales américaines de 2022.
Au Congrès, il a notamment participé à la rédaction de la réforme fiscale de 2017.